# Сигово (Карелия)
Сигово — деревня в составе Шуньгского сельского поселения Медвежьегорского района Республики Карелия.

## Общие сведения
Расположена на берегу залива в северо-восточной части Онежского озера.

## История
В 1937—1938 годах постановлением Карельского ЦИК в деревне были закрыты две часовни.

## Население
| 2002 | 2010 | 2013 |
| ---- | ---- | ---- |
| 9    | ↘2   | ↘1   |

## Галерея

Сигово
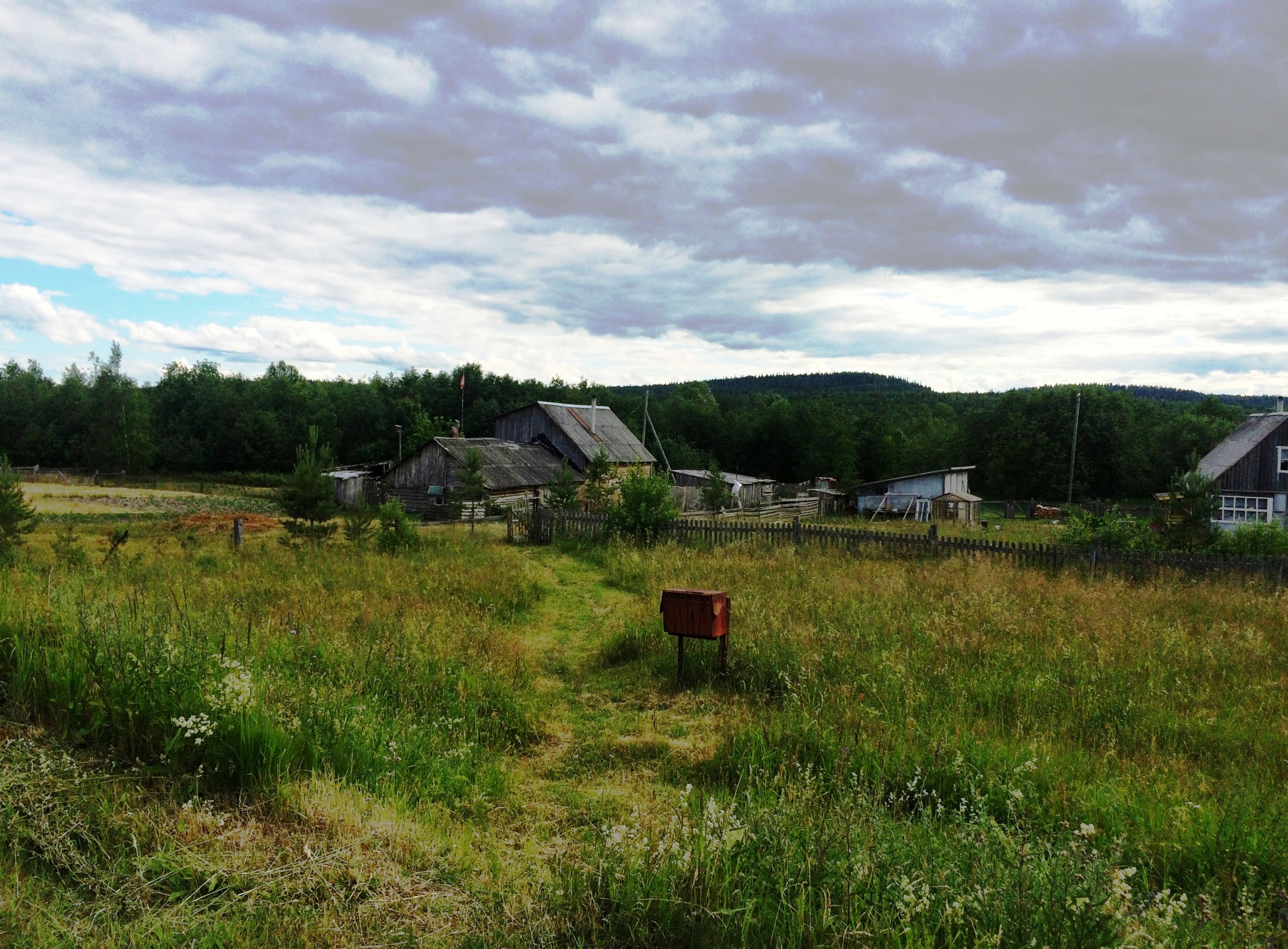
Общий вид деревни
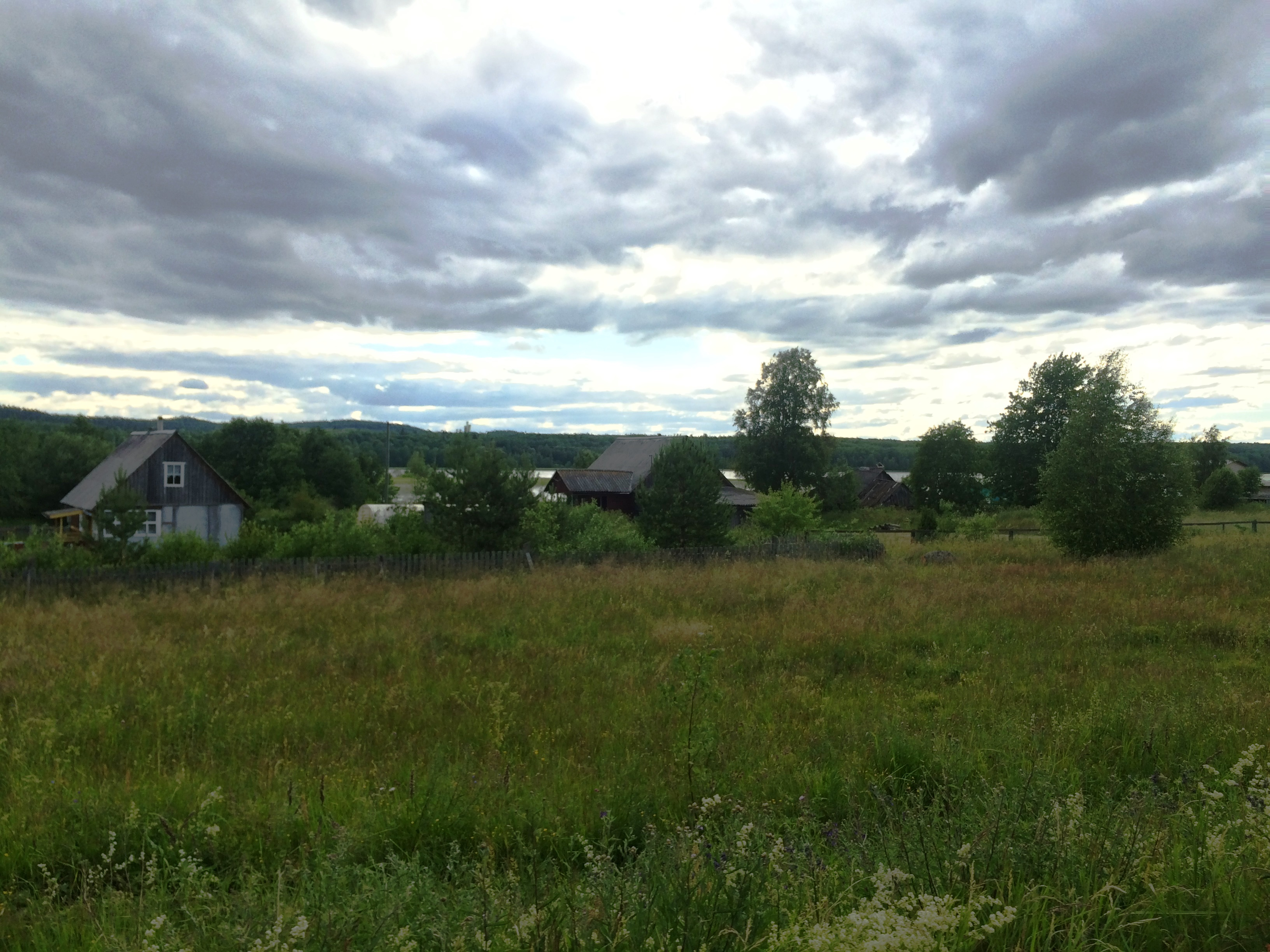
Общий вид деревни
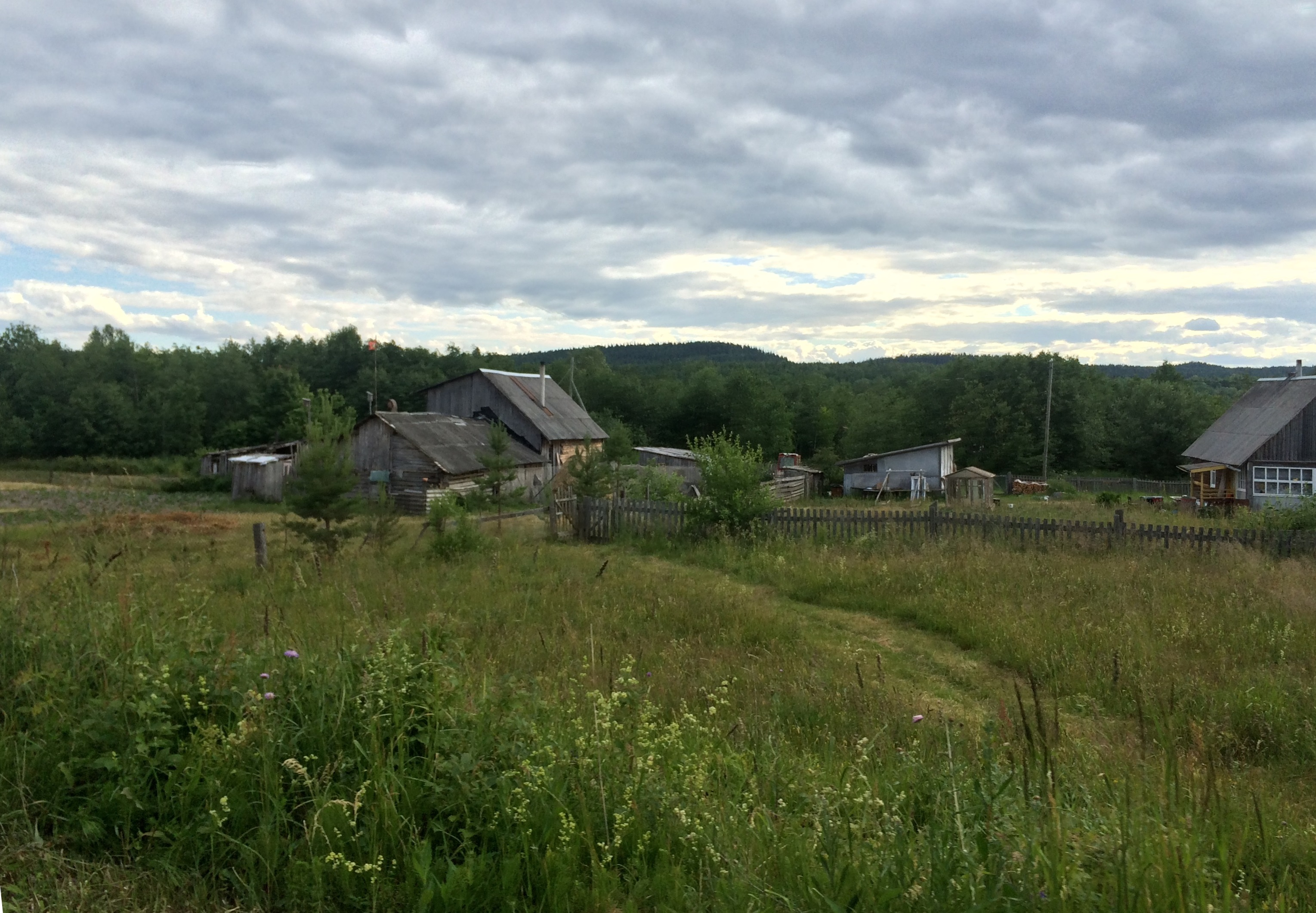
Общий вид деревни